# Palazzo dei Viceré (Milazzo)
Il Palazzo dei Viceré e dei Governatori è un edificio storico del «Borgo Antico» della città di Milazzo.
Si affaccia sulla parte terminale dell'antica salita di San Francesco di Paola.
Dimora dei Governatori, dei Viceré e Luogotenenti di Sicilia allorquando risiedevano a Milazzo, specialmente nel periodo in cui la città ricoprì il ruolo di capitale amministrativa del Regno di Sicilia.

## Storia

### Epoca spagnola

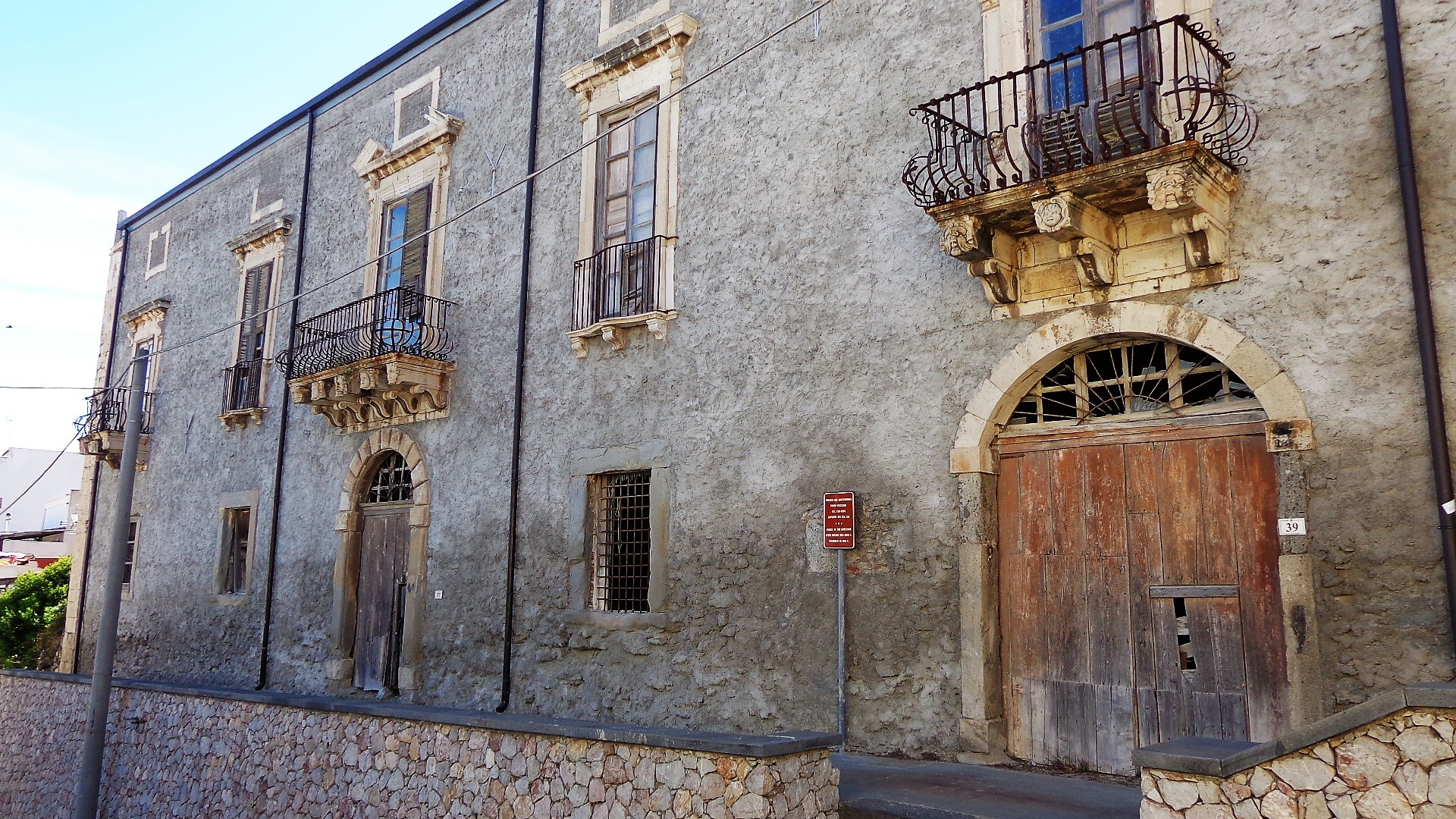
Prospetto di levante.

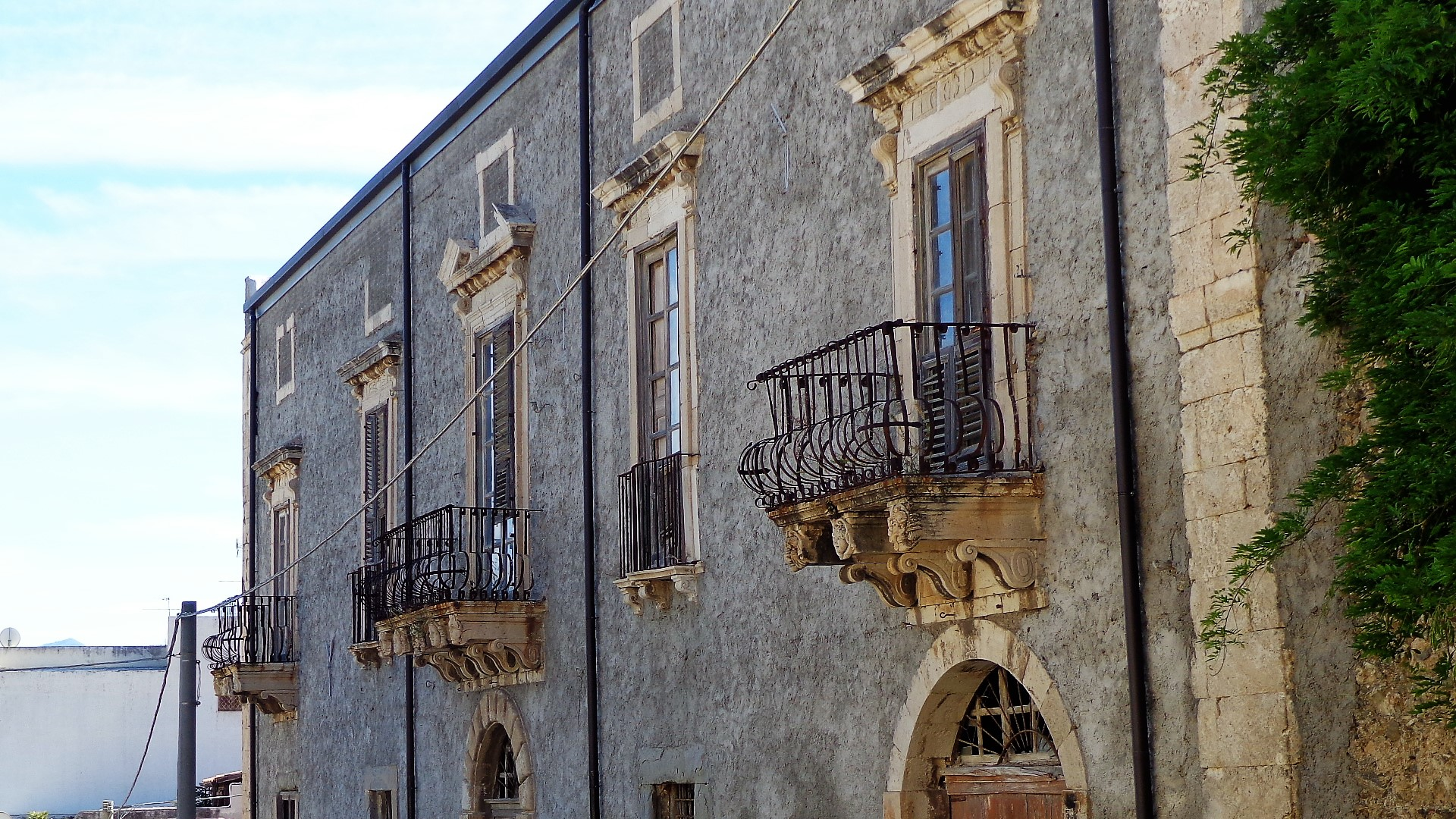
Il piano nobile.

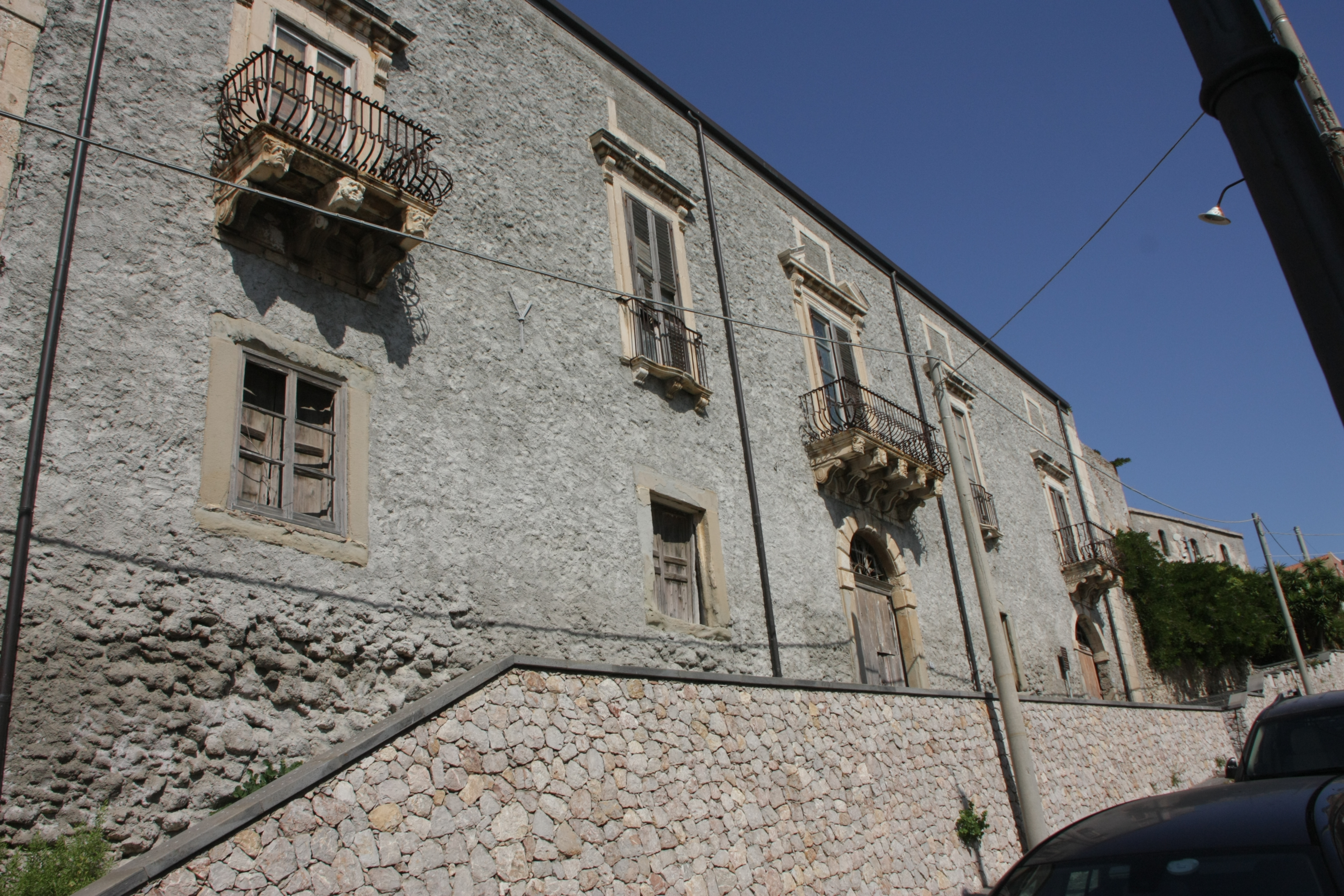
La scalinata e il pianerottolo.

La prima documentazione risale al 1568, nella sua consistenza originaria ospitò:
- 1571, Don Giovanni d'Austria, figlio naturale dell'imperatore Carlo V d'Asburgo. Condottiero, ammiraglio e diplomatico spagnolo, nel frangente storico che vide i porti di Milazzo e Messina, quali luoghi di concentramento delle flotte e delle armate appartenenti alla coalizione cristiana partecipante alla Battaglia di Lepanto.[2]
  - Emanuele Filiberto di Savoia, principe di Piemonte[3] e Giovanna d'Austria.
- 1583, Marcantonio Colonna, duca di Tagliacozzo, viceré di Sicilia.

Riedificato e rimodulato verosimilmente nella forma attuale per opera del barone Vincenzo Baele negli anni 1612 - 1613, lo stabile rimase di proprietà fino all'estinzione della famiglia.
- 1611 - 1616, Don Pedro Téllez-Girón y Velasco Guzmán y Tovar, III duca di Osuna, viceré di Sicilia.[4]
- 1622, Emanuele Filiberto di Savoia, viceré di Sicilia.[4]
- 1675, Viceré di Sicilia Fadrique Álvarez de Toledo y Ponce de León, marchese di Villafranca.[4]
- 1676c., Michiel Adriaenszoon de Ruyter, ammiraglio olandese. Coinvolto in qualità di condottiero durante gli scontri navali della Rivolta antispagnola di Messina.

### Epoca borbonica
L'immobile rimase di proprietà dei Baele fino all'estinzione del ramo genealogico. Nel 1727 metà del palazzo fu lasciato in eredità ai religiosi del convento di San Francesco di Paola, l'altra metà passò ai Lucifero e ai Proto. 
Fu rinnovato nel 1724, nel 1787 - 1788, nel 1811 e dopo il terremoto del 1831, ma non si conosce l'entità dei diversi interventi di restauro. 
- XIX secoloc., Lord William Henry Cavendish-Bentinck, III duca di Portland.

- 1809 - 1810, Duplice soggiorno di Luigi Filippo d'Orleans, futuro re dei francesi, con la consorte Maria Amalia di Borbone-Due Sicilie, ospiti a Milazzo durante l'esilio a Palermo.

La presenza della coppia reale s'inserisce nella prolungata fuga riparatrice di Ferdinando III, in virtù della quale i sovrani e la Corte Borbonica, fuggiti con la conquista di Napoli da parte di Napoleone Bonaparte, si rifugiarono presso la Reggia di Palermo, in permanenza stabile dal 1806 al 1815.
- 1830c., Gli esponenti delle famiglie D'Amico - Rodriguez - Marullo acquistarono l'intero edificio.

### Epoca contemporanea
Appartiene dal 1956 all'ente morale «Regina Margherita», è sottoposto a vincolo di tutela come edificio di rilevanza storico - artistica, il quale però non si è mai occupato del palazzo lasciando al degrado e all’incuria totale.
A parte qualche tardivo e rabberciato intervento esterno, lo storico complesso versa in uno stato di generale trascuratezza.

## Architettura
La costruzione sorge tra la via Impallomeni a ponente e la via D'Amico Rodriguez a levante. 
Il prospetto ad ovest è seminascosto per via della strada tracciata a quota più alta, sacrificando la visione del piano nobile. Il prospetto est presenta tre ordini raccordati al piano stradale da una scalinata ed esteso pianerottolo: 
- Al piano terreno si apre il portale centrale caratterizzato dall'arco in bugnato, delimitato da grandi finestroni dei locali di servizio e un portone decentrato con arco in pietra viva che immette direttamente nella rimessa delle carrozze;
- Al primo piano o piano nobile, si aprono tre grandi balconi, dalle barocche ringhiere panciute in ferro battuto. Quello centrale, di proporzioni maggiori presenta cinque mensoloni, i due balconi laterali ne presentano tre, tutte le superfici o facce esterne sono sagomate con figure o mascheroni antropomorfi. Ricche le cornici e gli architravi marmorei che comprendono pure due finestre - balconi a petto intermedi. Il superbo balcone centrale presenta sull'intelaiatura marmorea un timpano triangolare spezzato.
- Al piano attico una serie di semplici finestre quadrate (temporaneamente tamponate) chiudono la prospettiva priva di coronamento.

L'ingresso, con la primitiva viabilità, consentiva l'accesso al palazzo da entrambi i lati. Nella volta dell'ambiente è dipinto lo stemma dei D'Amico. Stalle e magazzini sono distribuiti ai lati dell'atrio e occupano l'intero pianterreno. 
Al primo piano il salone centrale conserva il pavimento in grandi lastre di pietra. La volta presenta affreschi riproducenti motivi floreali, con panorami di fantasia entro cornici decorate.

## Galleria fotografica
Le decorazioni marmoree dei mensoloni dei balconi del prospetto nordorientale.

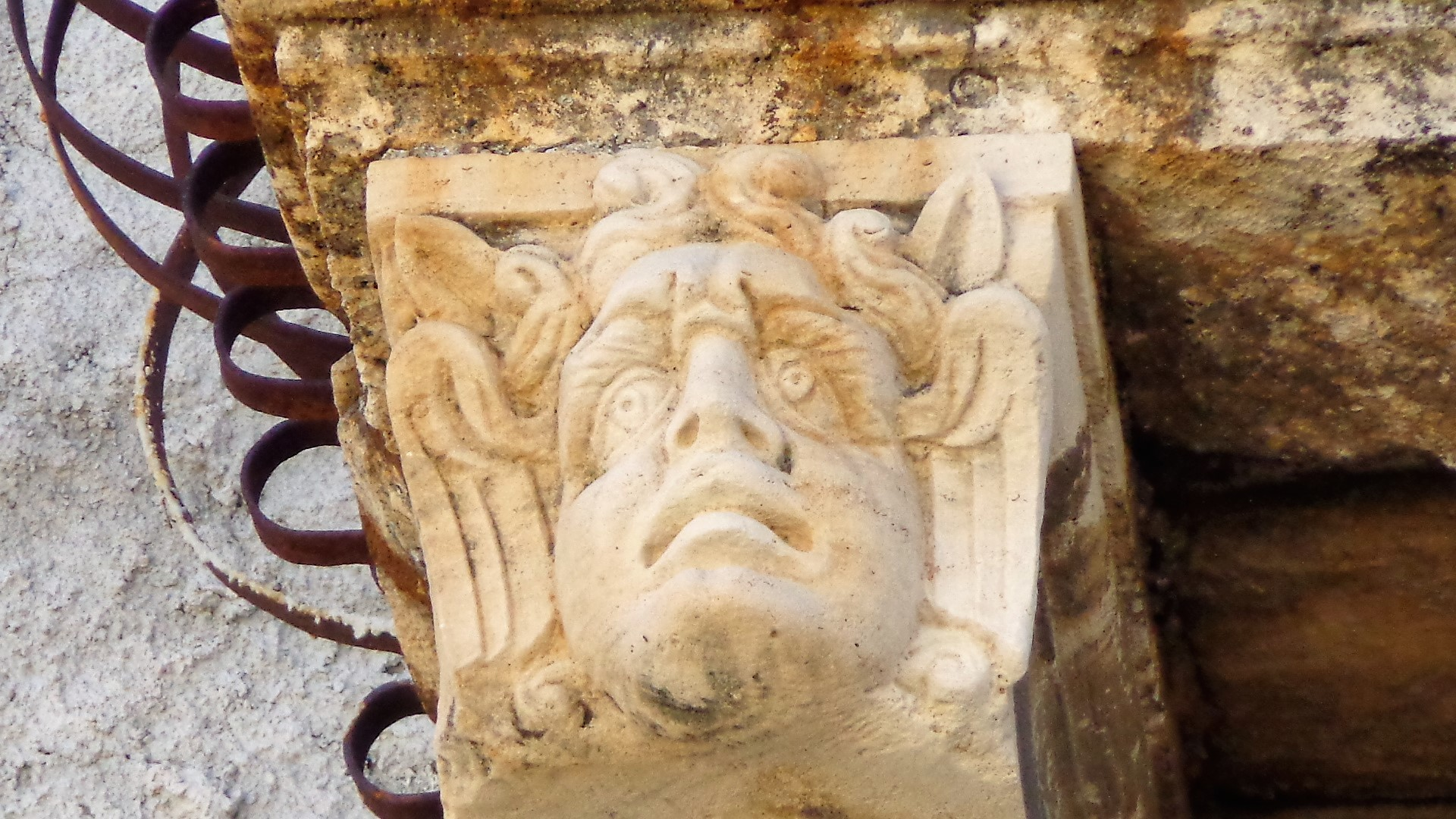
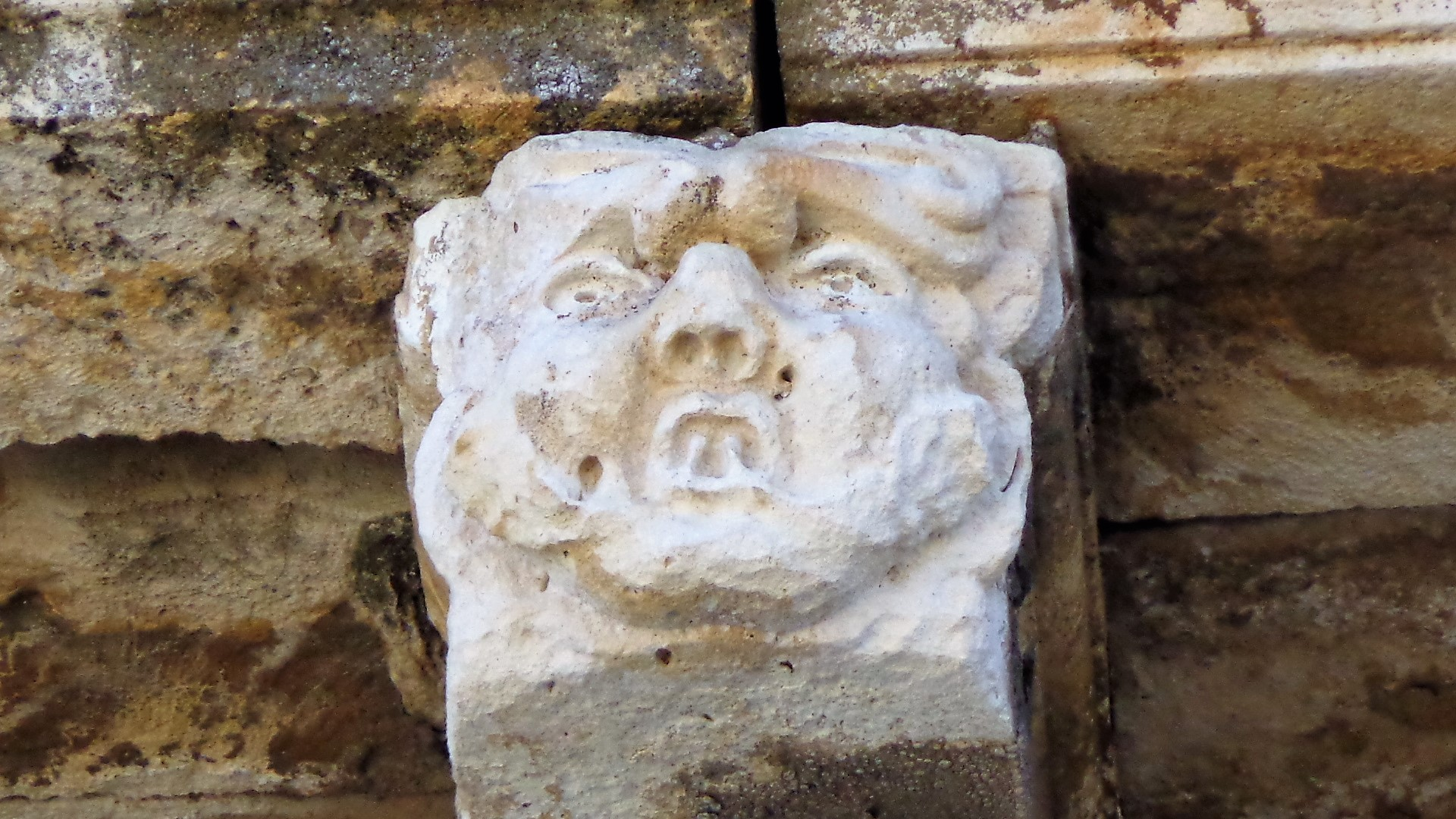
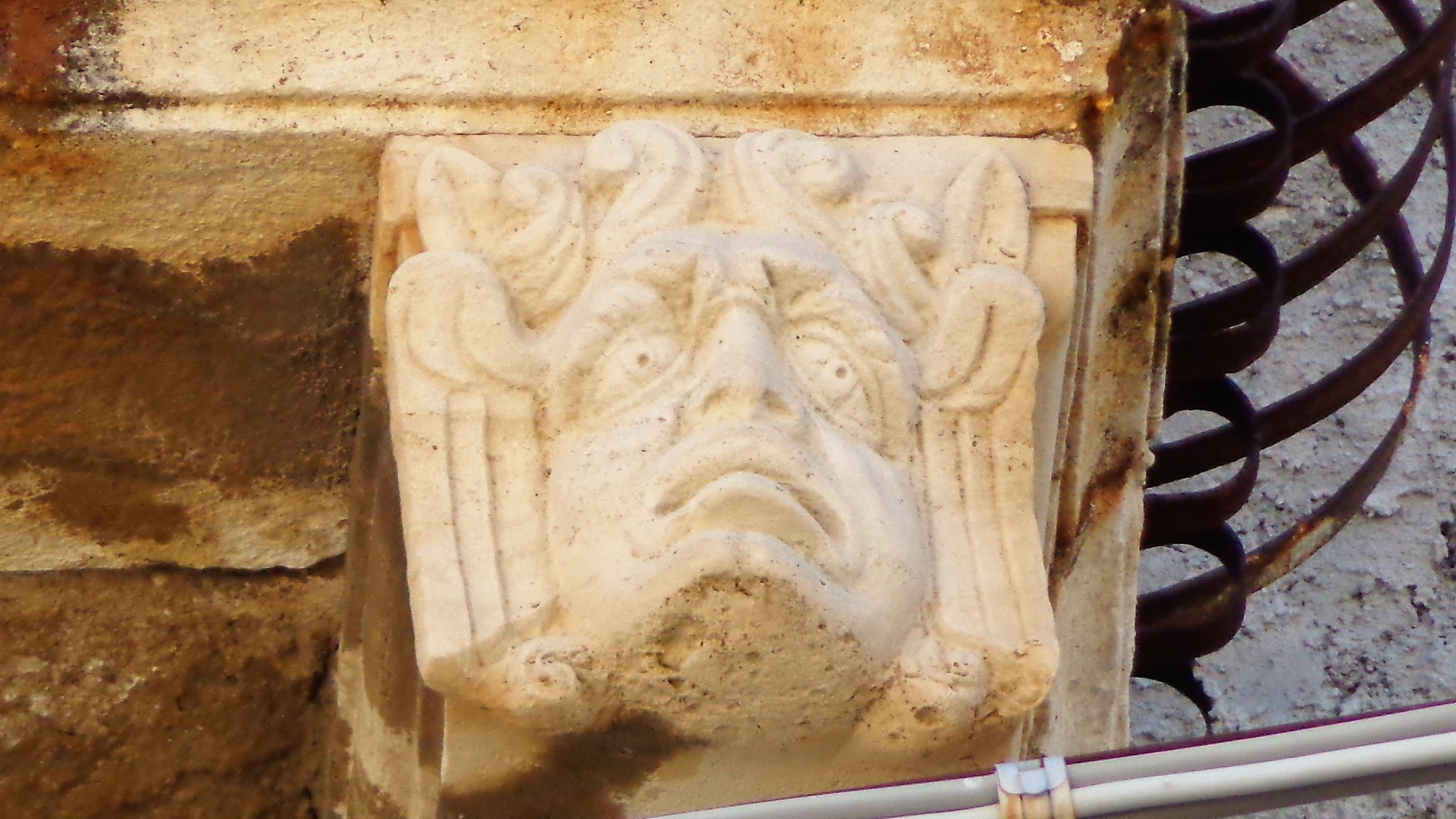

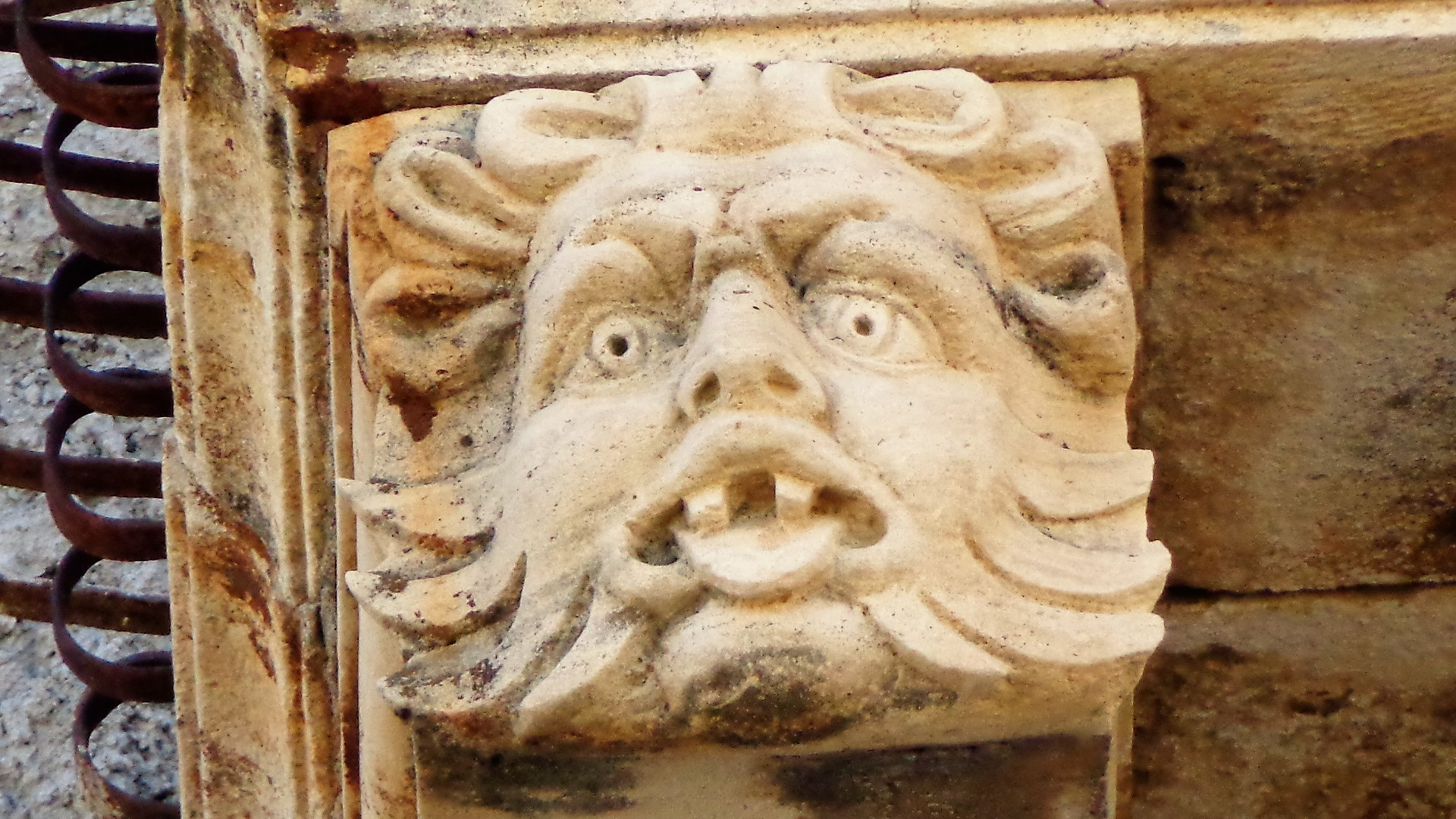
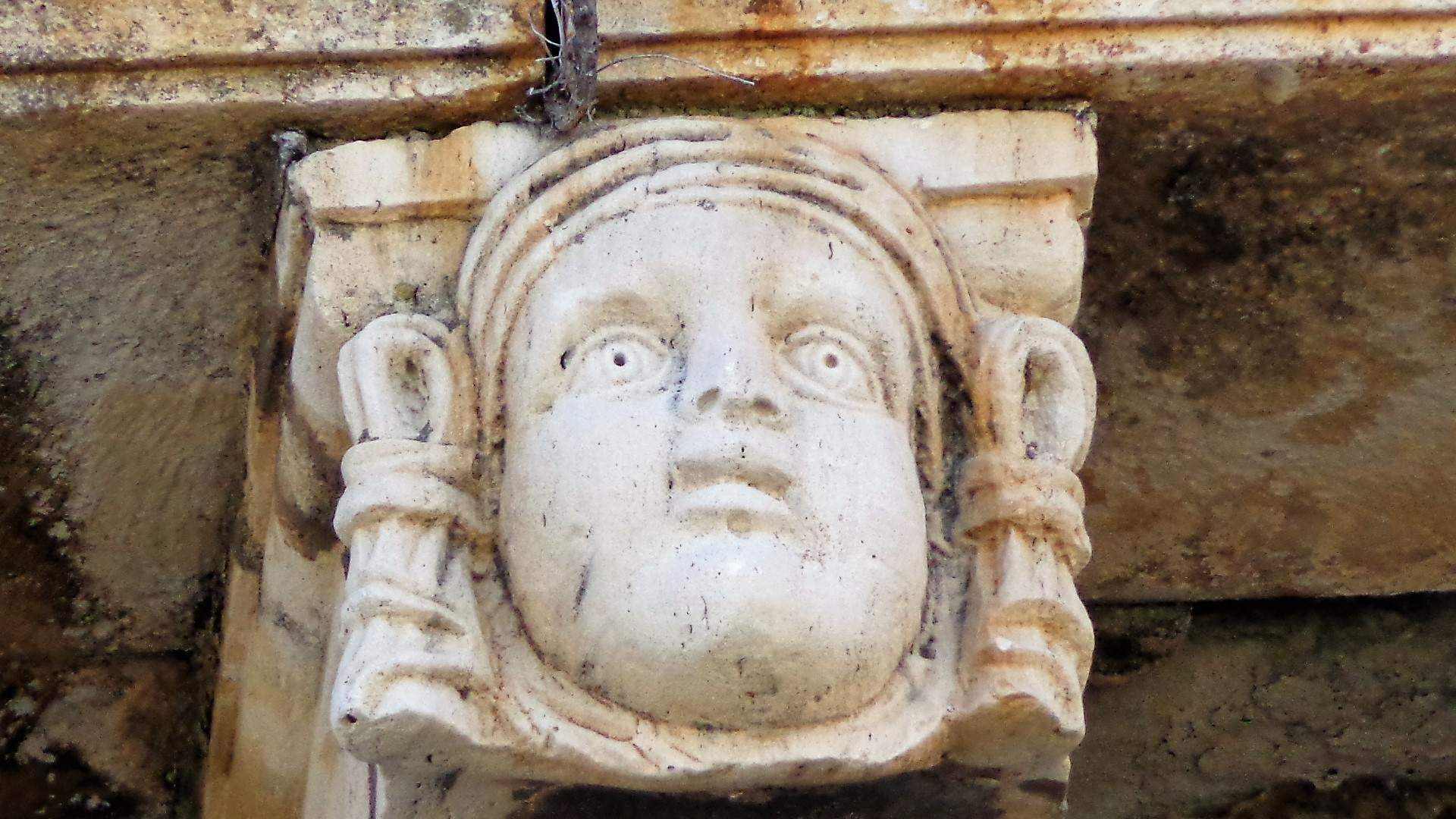
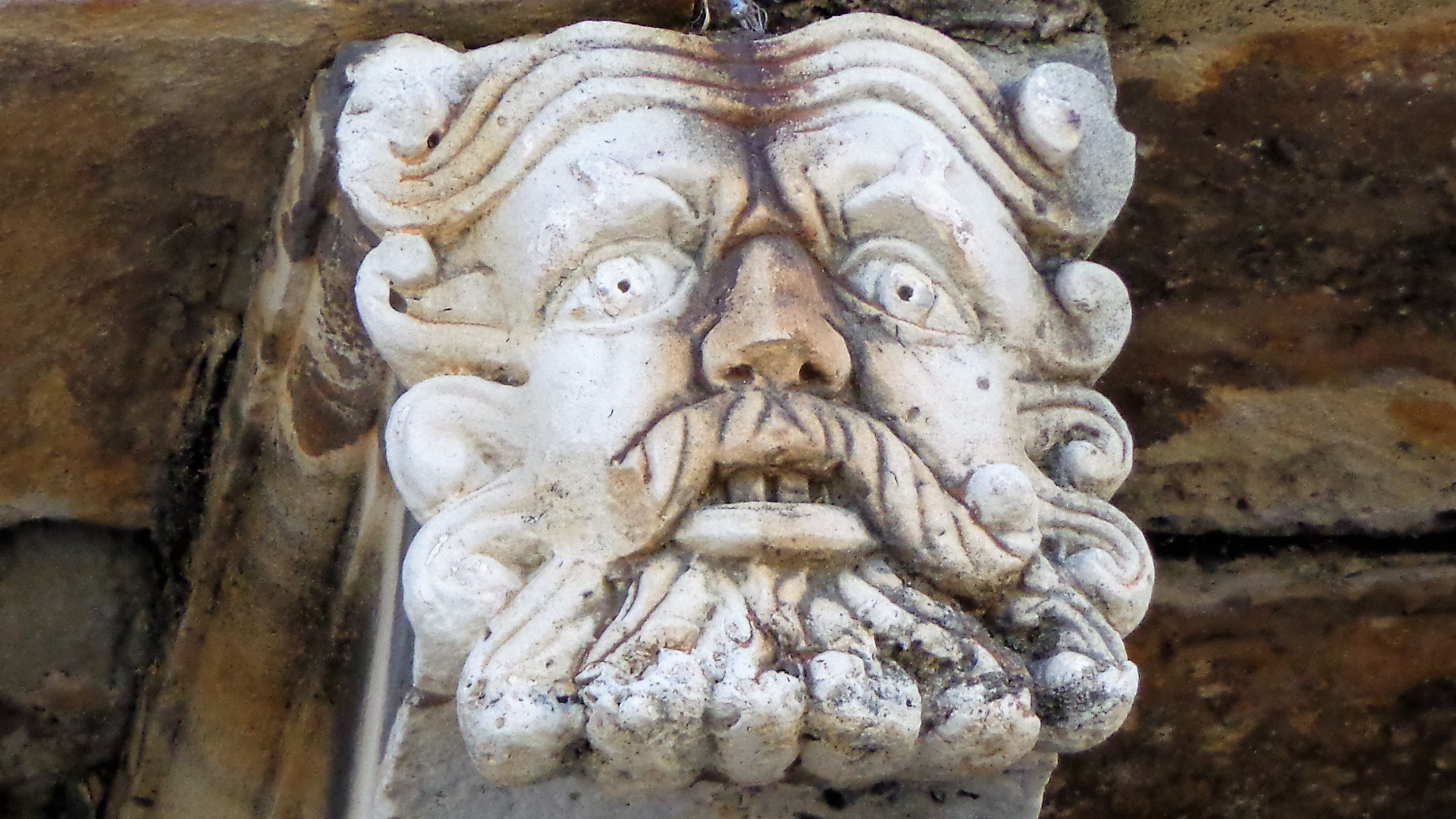
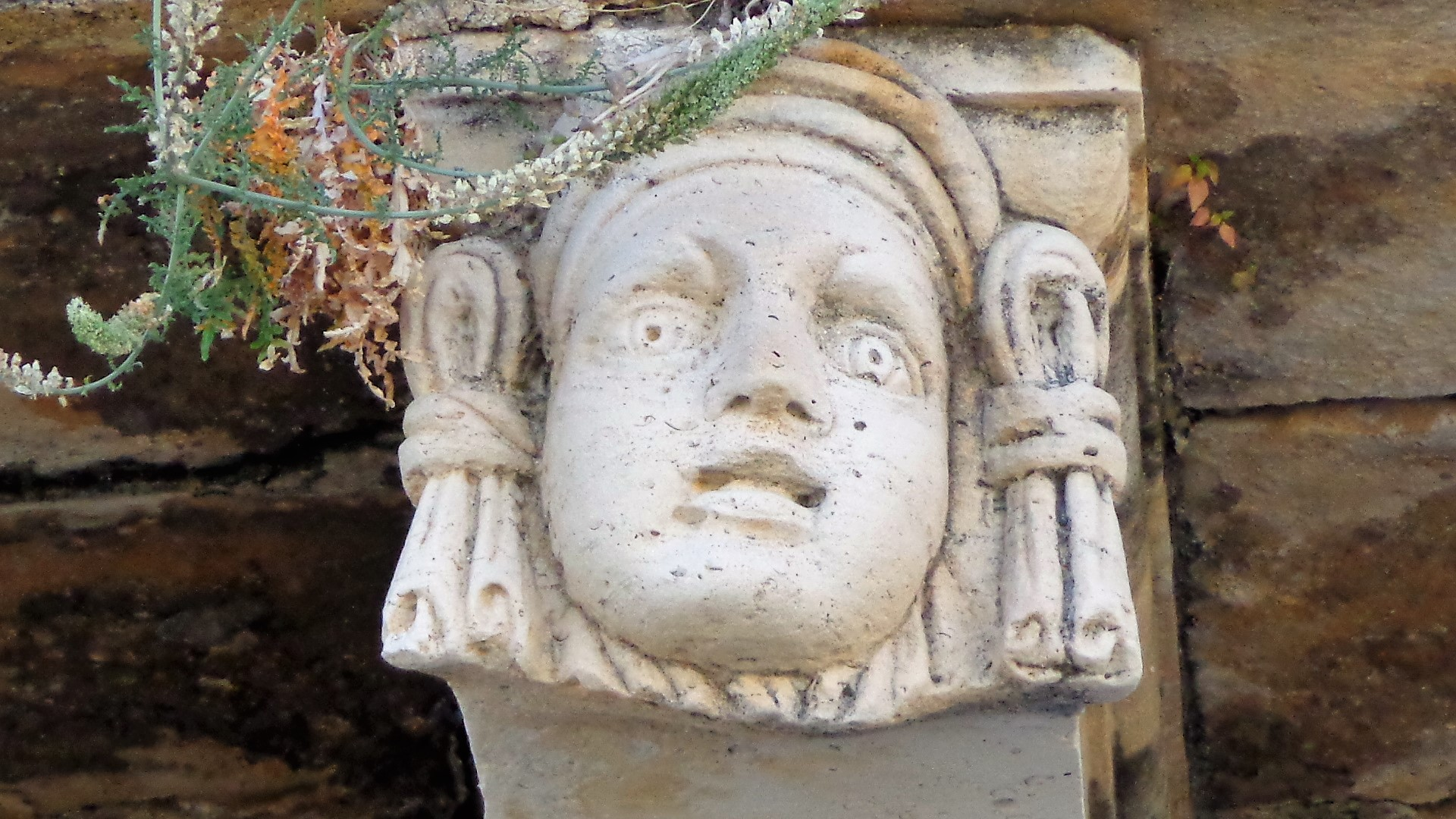
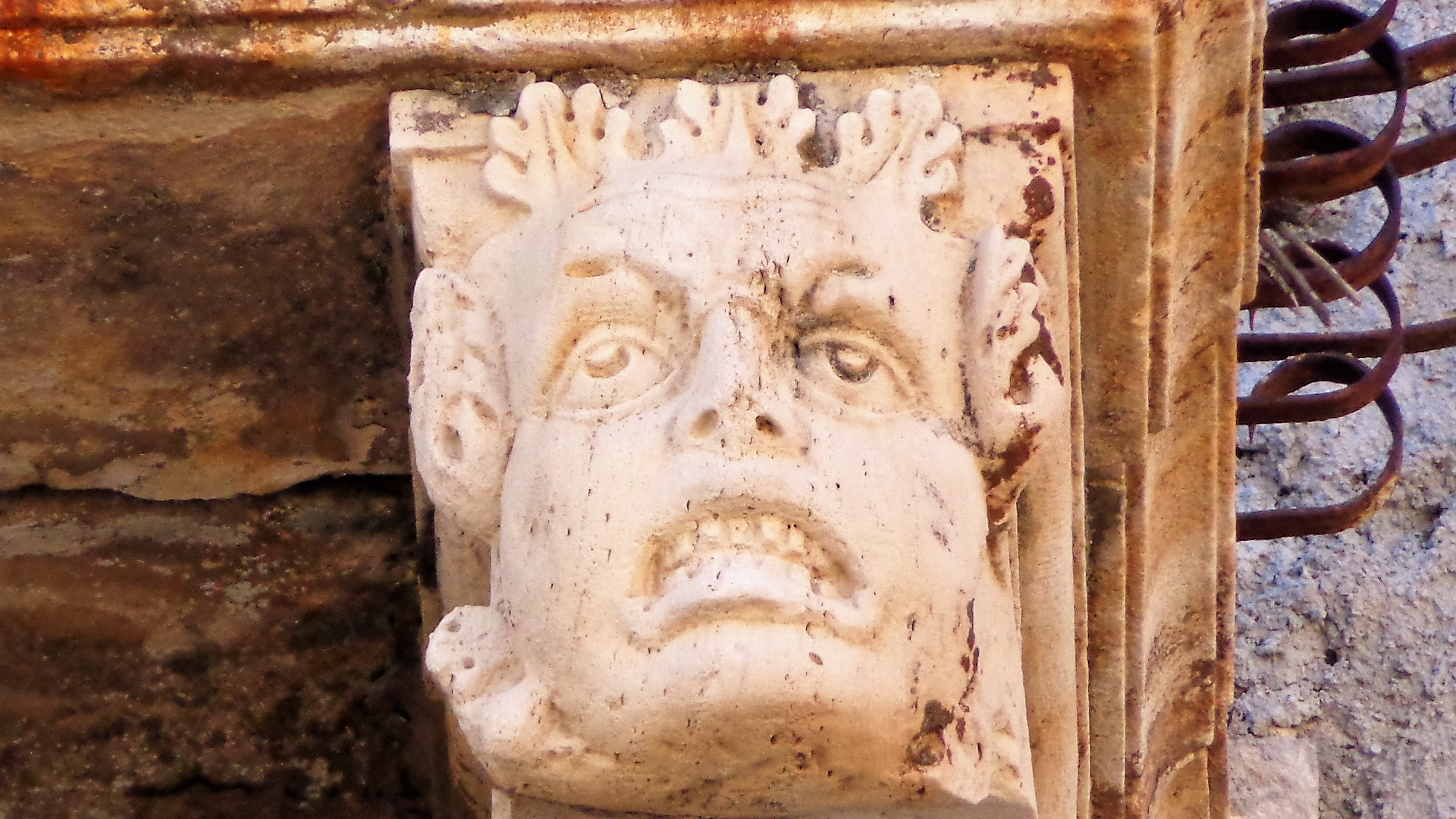

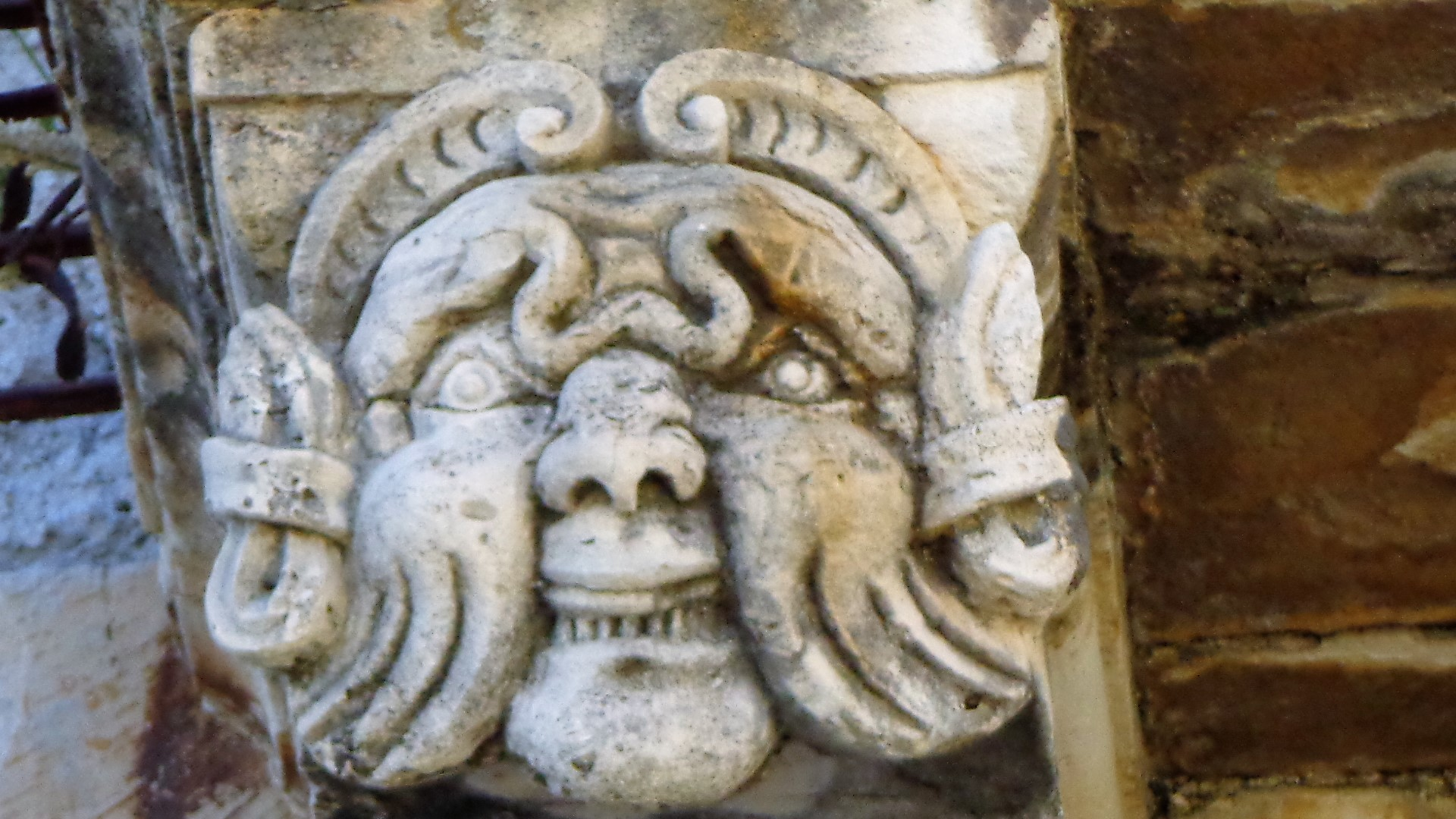
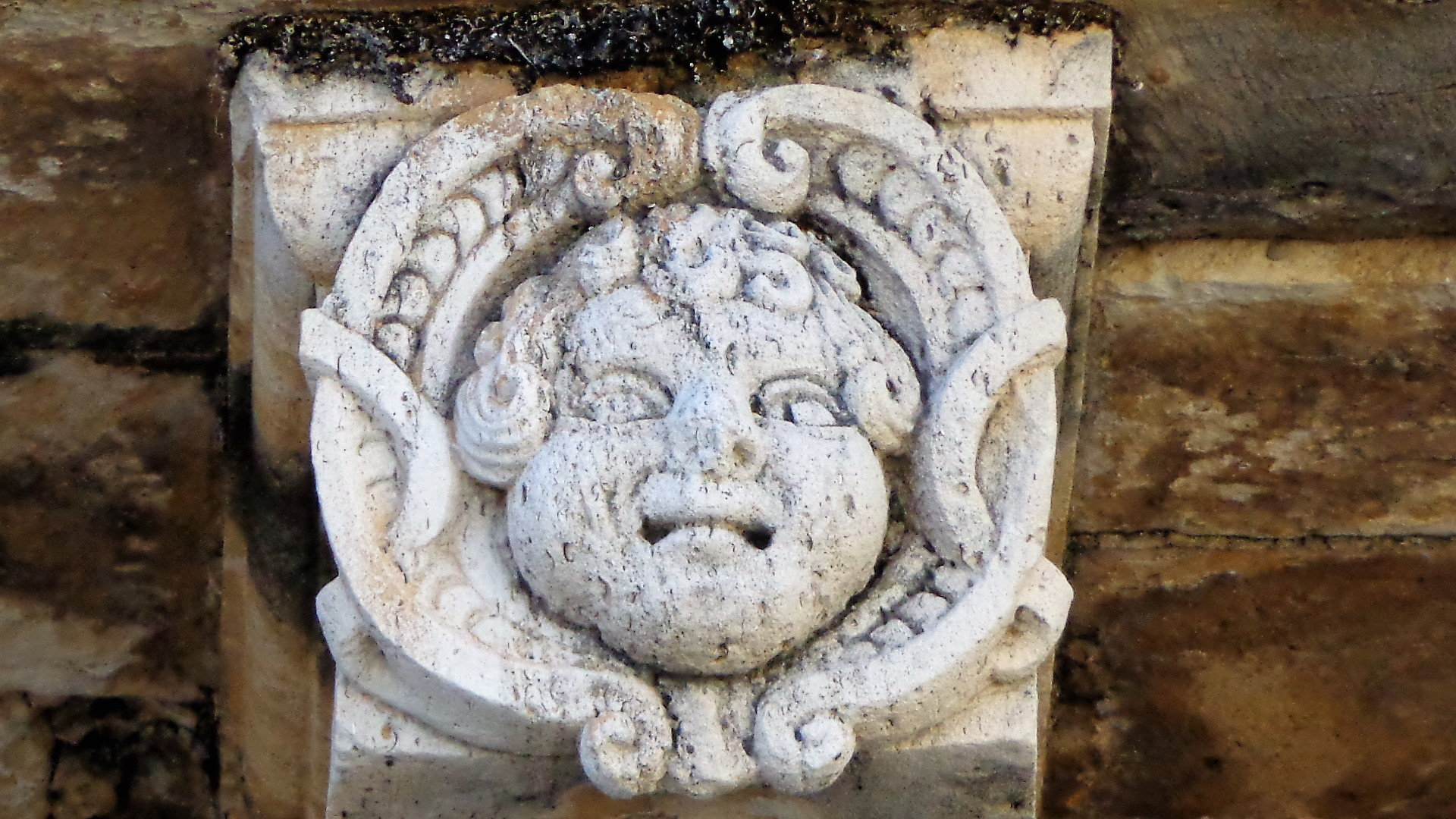
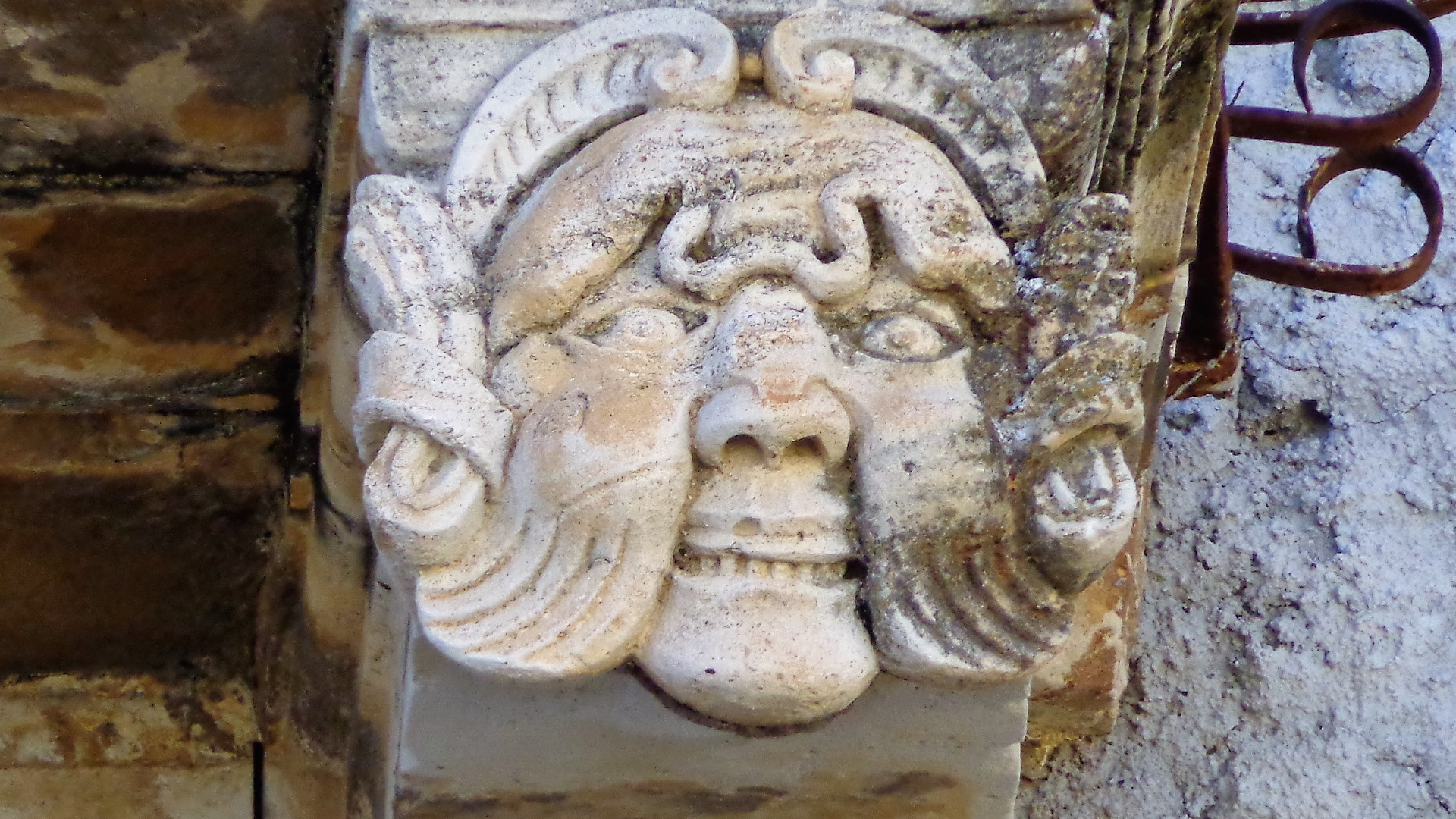